# جورج ميلر (لاعب كرة قدم ليبيري)
جورج ميلر (بالإنجليزية: George Miller)‏ (22 نوفمبر 1980 في ليبيا - ) هو لاعب كرة قدم ليبيري في مركز الهجوم. شارك مع منتخب ليبيريا لكرة القدم. أما مع النوادي، فقد لعب مع باتريك أتلتيك وسبورتينغ براغا ومايتي بارولي ‏ وCrumlin United F.C. ‏.

## وصلات خارجية
- جورج ميلر على موقع الاتحاد الدولي (مؤرشف)  (الإنجليزية)
- جورج ميلر على موقع قاعدة بيانات كرة القدم.إي يو (الإنجليزية)
- جورج ميلر على موقع ناشيونال فوتبول تيمز (الإنجليزية)